# Kharouba

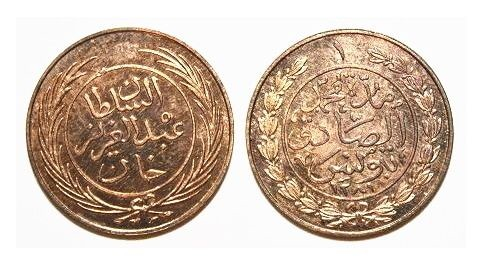
Pièce de 1 kharouba en argent (1281 AH - 1865), règne de Sadok Bey. À droite, le nom de Tunis apparaît en bas, au dessus de la date.

La kharouba (arabe : الخرّوبة) est une ancienne subdivision monétaire de la Tunisie.
Son nom vient a priori de la caroube, dont la graine sert de base à la définition du carat pour les gemmes et les métaux précieux.
Elle désigne, entre 1855 et jusqu'en 1891, un seizième du rial tunisien, selon les rapports suivants :
- 1 rial sebili (piastre) = 16 kharouba (caroubes) = 208 fels reqyq = 104 nasry = 1 248 qafsi
- 1 kharouba = 13 fels ou bourbes
- 1 nasry (ou asper) = 2 fels = 1/52e de rial
- 1 fels = 6 qafsi (bourbines)